# Stefan Mocker
Stefan Mocker (* 6. April 1972 in Berlin) ist ein deutscher Schauspieler.

## Leben
Seine Ausbildung absolvierte er 1993–1997 an der Hochschule für Musik und Theater in Rostock. Er ist Darsteller in der Sat.1-Comedyshow Schmitz komm raus und spielte in einigen von Privatsendern ausgestrahlten Fernsehserien mit.
In der Sat.1-Comedy König von Kreuzberg spielte er 2005 die Hauptrolle des Dönerverkäufers Ron.
Von 2005 bis 2006 war er in der ZDF-Telenovela Julia - Wege zum Glück in der Rolle des Barbesitzers Jan Schönke zu sehen. 2009 stand er in Ludwigsburg für die neue ARD-Vorabendserie Eine für alle – Frauen können’s besser als Dr. Martin Wetzmann vor der Kamera.
Stefan Mocker spielt neben dem Rapper Haben die Hauptrolle in der vom SWR für das Medienangebot funk produzierten Dramedy-Serie Patchwork Gangsta.

## Filmografie

### Kino
- 2002: Und tiefer als der Tag gedacht

### Fernsehen
- 2000: Wolffs Revier
- 2000: Neues vom Bülowbogen
- 2001: Ein starkes Team – Kleine Fische, große Fische
- 2001: Die Rettungsflieger
- 2002: Rissfinger
- 2003: Auf alle Fälle
- 2003: Die Cleveren
- 2003: Ein Goldfisch unter Haien
- 2004: Alphateam
- 2004: Hölle im Kopf
- 2004: Unser Charly
- 2004: Küstenwache
- 2005: König von Kreuzberg (Hauptrolle)
- 2005: Verliebt in Berlin
- 2005: Schmitz komm raus
- 2005–2006: Wege zum Glück
- 2007: Camera Cafe
- 2007: Lindenstraße
- 2007: Notruf Hafenkante
- 2009: Eine für alle – Frauen können’s besser
- 2012: Heiter bis tödlich: Hauptstadtrevier
- 2014: Schmidt – Chaos auf Rezept
- 2019: Patchwork Gangsta

## Theater
- 1996: Die Räuber (Volkstheater Rostock)
- 1997: Tod eines Handlungsreisenden (Volkstheater Rostock)
- 1998: Johann vom Po (Landestheater Thüringen)
- 1998: Diener zweier Herren (Landestheater Thüringen)
- 1999: Ein Sommernachtstraum (Landestheater Thüringen)
- 1999: Romeo und Julia (Staatstheater Meiningen)
- 2001: Soloprogramm (diverse)